# (10473) Thirouin
(10473) Thirouin est un astéroïde de la ceinture principale.

## Description
(10473) Thirouin est un astéroïde de la ceinture principale. Il fut découvert le 2 mars 1981 à l'observatoire de Siding Spring par Schelte J. Bus. Il présente une orbite caractérisée par un demi-grand axe de 2,72 UA, une excentricité de 0,09 et une inclinaison de 2,1° par rapport à l'écliptique.
Il est nommé d'après Audrey Thirouin, planétologue française travaillant à l'observatoire Lowell, aux États-Unis.